# Леука (острво)
Леука (грч. Λευκός, што значи „бело острво“) је митско острво (помиње се у грчкој митологији) које се налази у Црном мору, на ушћу Дунава.

## Митологија
Острво је описивано као пошумљено и мало — са свега четири километра у пречнику, кога су настањивале дивље и домаће животиње. На овом острву су боравиле душе хероја и херојина у вечитом блаженству. По једном предању након смрти на том острву су боравили супружници Ахил и Ифигенија. Заправо, према неким изворима, то острво је и било посвећено Ахилу. Његова мајка, Тетида, на то острво је донела прах свога сина, након што га је убио Парис. Када су дошле Амазонке, виделе су Ахиловог духа, због чега су се њихови коњи препали, па су морале да напусте острво. Леониму, када је био рањен, дат је савет да оде на ово острво и да ће га тамо дочекати мали Ајант који ће га излечити.
Данас се то острво повезује са Змијским острвом.